# Micah Boyd
Micah Boyd (Saint Paul, 6 aprile 1982) è un canottiere statunitense, vincitore della medaglia di bronzo nell'8 con a Pechino 2008.

## Palmarès
- Olimpiadi

Pechino 2008: bronzo nell'8 con.
- Campionati del mondo di canottaggio

2005 - Kaizu: bronzo nel 2 con.